# María del Socorro Blanc Ruiz
María del Socorro Blanc Ruiz (San Luis Potosí, 27 de junio de 1919 - ibídem, 23 de octubre de 2009) fue una profesora, abogada y política mexicana.

## Biografía
En 1955, Blanc Ruíz se convirtió en la primera mujer presidente municipal interina en San Luis Potosí y una de las primeras en México (La primera mujer registrada en ocupar el cargo como presidente municipal en México, fue Aurora Meza en 1938 en la capital del estado de Guerrero), hecho que la convirtió en uno de los personajes más emblemáticos defensores de los derechos electorales de las mujeres. Fue profesora normalista egresada de la Benemérita y Centenaria Escuela Normal del Estado de San Luis Potosí y licenciada en derecho por la Universidad Autónoma de San Luis Potosí, además de catedrática en diferentes instituciones educativas.
Asimismo, fue fundadora de los institutos culturales 'Manuel José Othón', 'Fray Bartolomé de las Casas', 'Belisario Domínguez', Escuela Normal para Maestros, de la Escuela de Periodismo, filial de la Carlos Septién de la Ciudad de México, y del Instituto Acrópolis. Blanc Ruiz también destacó por ser creadora de la Sociedad de Geografía y Estadística, del Instituto Mexicano del Arte y la Cultura y del Club Internacional de Mujeres de Negocios y Profesionistas, A.C.
Además, recibió nueve condecoraciones, entre ellas las medallas de Santa Isabel de Hungría, Leona Vicario, María Lavalle Urbina y el reconocimiento Emperador Augusto. Dictó conferencias sobre filosofía en 26 países por designación del entonces presidente de la República, Adolfo López Mateos. 
Fue miembro del PRI desde su juventud, hecho que la llevó a alcanzar la ya mencionada presidencia municipal, un curul en el Senado por el estado de San Luis Potosí en 1992 y haber tenido un contacto cercano con varios presidentes de la república de su mismo partido. Socorro fue una impulsora de la Sección San Luis Potosí, del Consejo Internacional de la Buena Vecindad, desde su fundación.